# 志村正道
志村 正道（しむら まさみち、1936年（昭和11年）4月5日-2017年（平成29年）7月23日）は、日本の情報工学者。位階は従四位。
情報工学、特に人工知能や機械学習の分野における研究の発展に貢献を果たした。

## 概要
東京都世田谷区出身。東京工業大学名誉教授、東京都市大学名誉教授。人工知能学会第四代会長、全国理工系情報学科協議会会長、大学評価・学位授与機構審査会専門委員、文部省教科用図書検定調査審議会調査員、文部省私立大学研究設備費等補助金選定委員、日本学術会議情報工学研究連絡委員会委員、新エネルギー産業技術総合開発機構全国地熱資源総合調査委員等の要職を歴任。また情報通信分野において顕著な功績のあった者を顕彰する大川出版賞の審査委員を長年務めた（1992年 - 2017年）。
1974年米国パターン認識学会賞(The Pattern Recognition Society Award)受賞、1978年手島記念研究賞受賞、1997年人工知能学会功績賞受賞、1998年人工知能学会論文賞受賞、2005年情報処理学会フェローおよび電子情報通信学会フェロー、2006年人工知能学会フェロー称号の贈呈を受ける。
2014年（平成26年）秋の叙勲において瑞宝中綬章を受章。位階は従四位（没後追叙）。
2017年7月23日、肺炎のため自宅にて死去。81歳没。

## 来歴・人物
- 1952年 明治学園中学校卒業
- 1956年 福岡県立小倉高等学校卒業
- 1960年 東京大学工学部応用物理学科卒業
- 1965年 東京大学数物系大学院応用物理学専攻博士課程修了、工学博士
- 1965年 大阪大学基礎工学部講師
- 1967年 大阪大学基礎工学部助教授
- 1976年 東京工業大学工学部助教授
- 1980年 東京工業大学工学部教授
- 1997年 東京理科大学理工学部教授
- 1997年 東京工業大学名誉教授
- 2001年 武蔵工業大学環境情報学部教授
- 2008年 武蔵工業大学名誉教授
- 2017年 死去[6]。

武蔵工業大学環境情報学部の開設10周年にあたり、大学の在り方について寄稿している。文中、儒学者の佐藤一斎の『言志晩録』の一文「少にして学べば、壮にして為すこと有り。壮にして学べば、老いて衰えず。老にして学べば、死して朽ちず。」 を引用したうえで、「人間は極めて小さな存在であるが故に、生涯謙虚に学ばなければならないのである。」と述べている。

## 系譜
志村家は、代々学者を輩出している家柄である。江戸時代中期から後期にかけて、江戸と仙台藩で儒学者として活躍した志村實因（五城）、志村時恭（東嶼）、志村弘強（蒙庵）の三兄弟は仙台藩史に記録されている。正道は志村時恭（東嶼）の来孫にあたる。
- 高祖父 -志村時敏（文翠） -儒学者
- 祖父 - 志村健雄 - 漢学者
- 父 - 志村正義 - 建築家 （一級建築士）、勲五等瑞宝章受章者
- 義弟 - 観世豊純（能楽師観世流小鼓方十八世宗家）
- 義弟 - 戸部俊紀（日本テクニカルアナリスト協会元理事長）

## 著書
- 『アルゴリズム入門』（コロナ社、2013年）大谷紀子共著
- 『コンピュータシステム』（コロナ社、2005年）
- 『人工知能 (基礎情報工学シリーズ)』（森北出版、1994年）
- 『PASCALプログラミング演習 (大学セミナー)』（昭晃堂、1987年）
- 『FORTRAN77 プログラミング演習(大学セミナー (16))』（昭晃堂、1985年）
- 『機械知能論』（昭晃堂、1983年）
- 『FORTRAN プログラミング演習―応用 (大学セミナー (9))』（昭晃堂、1982年）
- 『FORTRANプログラミング演習基礎 (大学セミナ- 第 8巻)』（昭晃堂、1981年）